# Messe noire
Pour le roman, voir Olivier Barde-Cabuçon#Série Commissaire aux morts étranges.

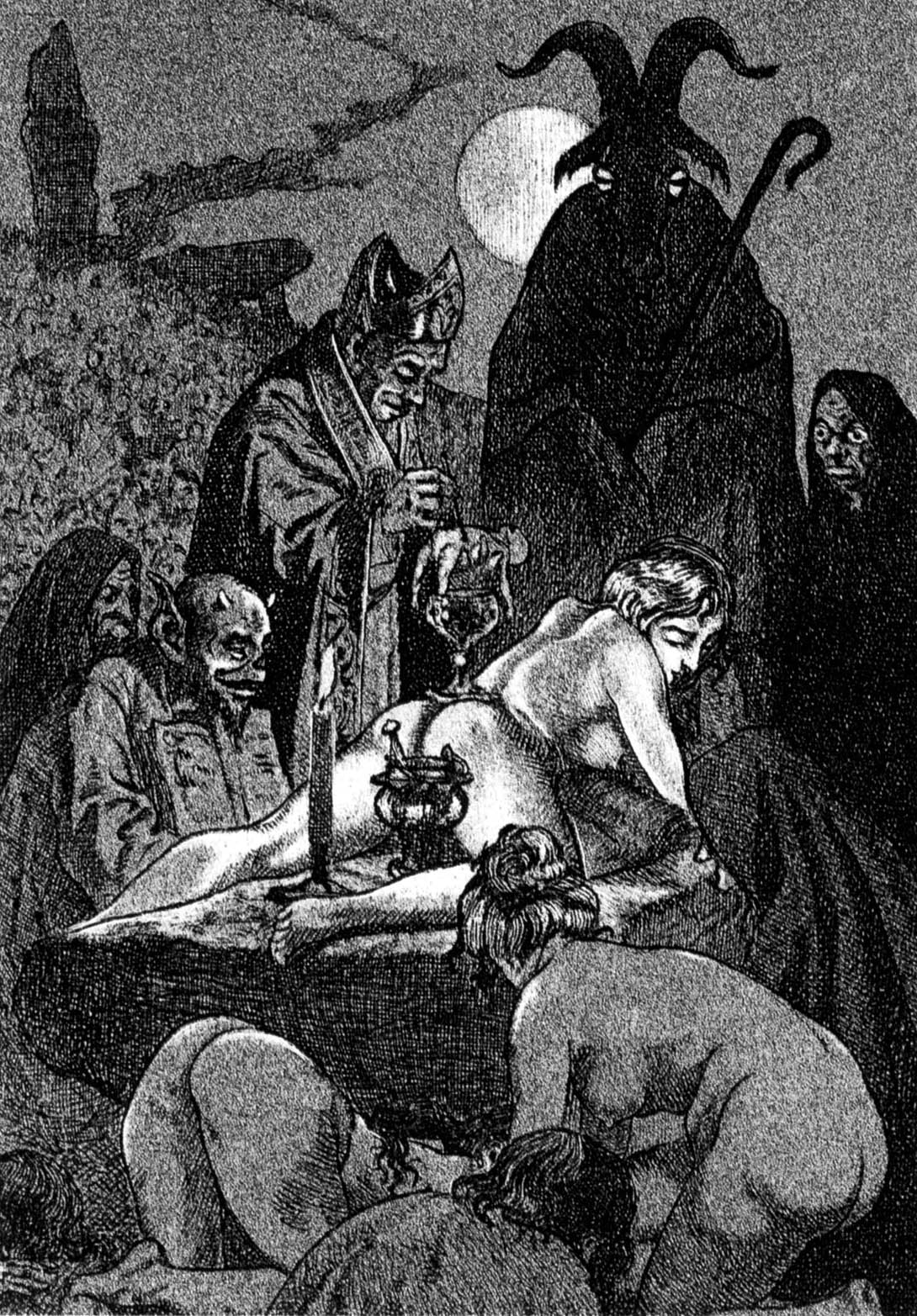
Célébration d'une messe noire avec meurtre rituel d'un nourrisson selon Martin van Maele.

La messe noire est un rituel satanique qui tend par inversion blasphématoire et sacrilège à contrefaire la messe catholique romaine pour acquérir écoute et soutien des puissances infernales, rejoignant les recherches de la goétie opérative. Elle implique ainsi une croyance aux entités démoniaques et est la principale cérémonie du satanisme théiste, intellectuel et élitiste.

## Description
Si l’Église ne condamne pas expressément le satanisme et ses manifestations, mais plus généralement le blasphème, des messes noires ont vraisemblablement été le cadre de crimes de sang/meurtres rituels ou sexuels. La messe noire historique (le terme n'apparaît que dans la seconde moitié du XVIIe siècle) profane mais ne nie pas les sacrements du rituel catholique et les fondements de la foi chrétienne : c'est un prêtre ordonné, seul habilité à la consécration, qui doit normalement officier lors de cette cérémonie.
L'inversion sacrilège n'est limitée que par l'imagination des participants, et consiste essentiellement en modifications de couleurs (chasuble, tissus, cierges, hosties noires) ou de formes (hosties triangulaires), de substances (radis ou rave noir, semelle pour l'hostie encore ; urine pour l'eau bénite, sang animal ou humain pour un sacrifice réel), de termes dans les prières, en mobiliers retournés (Croix) ou rendus obscènes (corps féminins comme autel).
La messe noire ne peut être assimilée à un service cultuel honorant le Diable, du moins au XVIIe siècle où elle est un prolongement théâtralisé et dramatique de la magie noire. Aux XIXe et XXe siècles, les motivations sont diverses : magiques, anti-catholiques, glorificatrices, voire orgiaques ou criminelles.

## Au Moyen Âge, aspects blasphématoires ou impies
Aux premiers siècles du christianisme, la définition d'une orthodoxie emmène à écarter les pensées hétérodoxes sous l’appellation d'hérésies. Un des moyens de les combattre sera de souligner leurs rites, jugés non conformes au dogme catholique, et plus grave, bafouant les deux premiers commandements divins. Parmi les nombreux courants dits hérétiques, certains semblent (du moins selon les sources catholiques) user de rites sexuels, et donc blasphématoires : adamites, Carpocratiens, nicolaïtes, caïnites, borborites (en).
Au Moyen Âge, on assiste à des parodies profanes de rituels sacrés, plus ou moins acceptées par l’Église. À la limite de l’impiété, les Goliards singent les processions religieuses, « mangent du boudin noir sur l'autel lui-même alors que le célébrant dit la messe. Ils jouent aux dés sur l'autel. Ils encensent avec de la fumée puante provenant de semelles de vieilles chaussures. Ils courent et sautent à travers l'église sans rougir de leur propre honte ». Ces actes se retrouvent dans les Fêtes des Fous où l'évêque prononce une bénédiction pour donner des maladies, accompagné de chants et de tenues obscènes.
Par ailleurs, l'intégration dans les rites de messes privées ou votives, à caractère secret et partant « ésotérique », a pu engendrer la suspicion dans l'esprit commun.
Les hérésies médiévales sont elles aussi accusées de perversion des rites. Récusant le rituel et les sacrements du catholicisme romain, les cathares « fils du Diable », et plus encore les vaudois sont accusés de sorcellerie, « vaudoiserie » ou « vaudoisie », terme qui sera remplacé par celui de sabbat. Durant celui-ci, les Vaudois déclarent (aveux arrachés sous la torture et avec de fausses promesses) renoncer à Dieu, fouler la Croix, y cracher dessus ; une cérémonie blasphématoire s'ensuit, où l'Eucharistie est donnée à des crapauds.
Parmi les 127 accusations proférées lors du procès contre l'Ordre du Temple en 1307 figurent de nombreux motifs de blasphèmes et de faits immoraux, dont les piétinements, mictions et crachats sur la Croix, baisers indécents, reniement, rituels occultes et idolâtrie (en particulier de chat ou d'un Baphomet hypothétique), « ces réceptions [ayant] lieu dans le secret ». Il n'est fait nulle mention de messe.

« On n'eût pas manqué de demander aux nombreux Templiers qu'on tortura [...] s'ils avaient ou non célébré des messes noires : l'absence de cette question prouve assez qu'on ignorait alors cette sorte de magie criminelle. »

— S. Alexandrian, Histoire de la philosophie occulte
Le rite profanatoire, comme la sorcellerie magique et l'attention des inquisiteurs, quitte au XVe siècle le champ de l'hérésie pour celui de la démonomanie.
Les stéréotypes de la messe noire se précisent avec le procès de Gilles de Rais, en 1440, où il est accusé, outre de viols et meurtres d'enfants, d'hérésie, invocations et pactes démoniaques. Après des pratiques alchimiques et l'invocation d'un démon personnel nommé Baron, le maréchal de France aurait conclu un pacte diabolique pour obtenir puissance et richesse. Avec ses complices le clerc Prelati et le prêtre Blanchet, il traçait des cercles magiques, y entrait tremblant « de tous ses membres, se signait au moindre bruit » ; commit de nombreux sacrifices d'animaux et d'enfants, distribua des aumônes au nom du Diable et fit chanter l'office « en l'honneur des esprits maudits et des damnés ». Nulle mention, encore, de messe inversée ou satanique, mais de rites magiques et d'offices religieux à destination détournée.
Outre la messe à rebours, terme plus approprié pour désigner la cérémonie du sabbat, quelques messes sont mentionnées dans les folklores régionaux : ainsi la messe de Mal-Amour, qui parodie l'office catholique pour hâter ou consolider un mariage ; la messe de Male-Mort en pays de Bigorre ou  Messe de saint Sécaire (ou Saint Sicaire) en Gascogne, envoutement de haine et de mort dont les attributs se rapprochent de la messe noire, mais qui n'est ni attestée, ni datée avec précision.

## Le rituel auXVIIesiècle, figure littéraire duXIXesiècle

### L'inversion liturgique, messe noire avant la lettre
À la suite de Michelet qui imagine dans La Sorcière des messes noires au XIVe siècle, de nombreux auteurs utilisent le terme de façon anachronique pour désigner le rite qui pouvait avoir lieu à la fin d'un sabbat, si tant est qu'il ait une réalité historique. Le démonologue Henry Boguet donne en 1603 une description de cette « liturgie à rebours » :

« Quelquefois encore, on dit la messe au sabbat. [...] celui qui officie est revêtu d'une chasuble noire sans Croix ; après avoir mis de l'eau dans le calice, il tourne le dos à l'autel, puis élève un rond de rave noire en guise d'hostie. »

— Henry Boguet, Discours exécrable des Sorciers
Puis le Diable urine dans un trou avant d'asperger les assistants à l'aide d'un goupillon noir. Jean Bodin ajoute dans sa Démonomanie des Sorciers (1580) « que l'invocation des Diables est pleine d'oraisons, de jeûnes, de croix et d'hosties ». Il mentionne, en outre, que la reine Catherine de Médicis aurait ordonné à un prêtre de venir célébrer, le 28 mai 1574, une messe dont les éléments sacramentels se composent d’une hostie noire, d’une hostie blanche et d’un calice, en compagnie d'un enfant ensuite sacrifié. Ces allégations sont probablement inspirées des nombreux pamphlets qui circulaient alors.
En 1615, le prêtre Gentil (ou Gentié) LeClerc fut jugé pour sa participation à des sabbats, où il utilisait lors de la messe finale de l'urine d'âne comme eau bénite, des hosties et calices noirs, se vêtait d'une chasuble avec une Croix à trois barres, tournait le dos à l'autel. L'officiant est parfois même décrit, ou plutôt naïvement imaginé, se tenant sur les mains, littéralement inversé.

« ... la parodie de la messe catholique, qui n'était pas fréquente dans les descriptions du sabbat, mais qui apparaît tout de même dans des récits espagnols, français et italiens, reflète l'horreur typiquement chrétienne face au simulacre des cérémonies les plus sacrées. La parodie ne comportait jamais la célébration d'une messe noire - cérémonie très élaborée que quelques sorciers seulement célébrèrent sur le corps nu d'une femme - mais quelques-uns des sabbats des XVIe et XVIIe siècles comportaient tout de même la récitation à l'envers du Credo de Nicée, le célébrant étant la tête en bas [...], la bénédiction de la foule assemblée avec un aspersoir noir, la consécration d'une hostie faite avec des déchets, des navets ou quelque autre matière noire. »

— Brian P. Levack, La grande chasse aux sorcières
Alors que s'éteignent peu à peu les grands bûchers des chasses aux sorcières, la vague de possessions monastiques de la première moitié du XVIIe siècle est l'occasion encore de mentionner des rituels démoniaques. Les confessions de la religieuse ursuline Magdelaine Bavent témoignent de liturgies sabbatiques à caractères sataniques (soit les aspects de la messe noire) : circoncision sur une figure de plâtre, profanation des sacrements, officiantes dénudées et attouchements sur l'autel, lectures lors de l'office de « blasphèmes et imprécations horribles » contre les sacrements, sacrifices de nouveau-nés. On assiste bien au passage du sabbat, fête orgiaque et rurale, à la messe noire urbaine, sérieuse voire dramatique, centrée sur le rituel inversé.

### La messe Guibourg

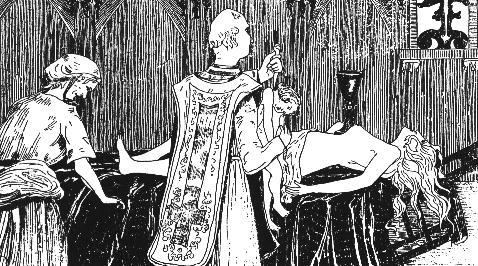
L'abbé Étienne Guibourg célébrant une messe noire sur le corps nu de Madame de Montespan, en présence de La Voisin.

La cérémonie satanique, stricto sensu et indépendante, n'apparaît qu'avec l'Affaire des poisons et ses liens avec l'avorteuse et empoisonneuse la Voisin.
Une messe noire, plus justement nommée messe Guibourg, a été décrite lors du procès de 1680 ; elle aurait été accomplie en plusieurs occasions durant l'année précédente, et peut-être dès 1660.
Le principal complice de la Voisin est l’abbé Étienne Guibourg, prêtre défroqué surnommé Monsieur le Prieur. Il commence ses pratiques occultes par la magie, donne trois messes aux Minimes sur un bout de corde de pendu ; consacre une hostie écrite avec du sang dans l’église des Petits Pères… Il inaugure ses premières messes noires dans une cave parisienne : une femme l’assiste, les objets du culte étant placés sur une autre, nue, «  ayant les bras étendus, elles tenaient chacune un cierge allumé pendant tout le temps des messes » (Déposition de Lesage, 15 juillet 1680). Après l’oblation, il lit une invocation exprimant le souhait de la personne ayant commandé la cérémonie.
Dès 1673, il officie pour l’empoisonneuse, célèbre des messes selon le même schéma (déposition de la fille Voisin, 20 août 1680) pour, et sur, diverses aristocrates. D’autres prêtres le remplacent à l’occasion, commettant parfois des actes sexuels.
Pour augmenter l’efficacité du rituel, l’abbé Guibourg aura recours à l’infanticide, le sang de l’enfant étant recueilli dans le calice. Il s’agissait de nouveau-nés offerts par leur mère au démon, comme la Méline écrivant sur parchemin son don à Astaroth, ou de fœtus issus d’avortement, tel celui de la duchesse de Vivonne.
Il donne trois messes pour Madame de Montespan, la première dans une chapelle privée, la troisième chez la Voisin, sur le corps nu de la favorite, au milieu d’une pièce tendue de noir où il égorge un enfant avant que soit lue l’invocation : « Que la reine estant répudiée je puisse épouser le roy ».
Guibourg sera condamné à la prison à vie et meurt en 1686. Parmi ses complices, l’abbé Barthélemy Lameignan sera accusé d’avoir sacrifié deux enfants lors d’une messe ; l’abbé Tournet d’avoir célébré trois messes sur le ventre d’une jeune fille de quatorze ou quinze ans qu’il viola.
Toutes ces messes ont été accomplies en vue de la réalisation d’un souhait, en complément de pratiques magiques. Il n'y a pas de preuve que Mme de Montespan ait participé au rituel, et de nombreux registres ont par ailleurs été brûlés en juillet 1703.
L’assassinat d’enfants et l’usage d’officiantes nues semblent bien une nouveauté, même pour le lieutenant général de police de Paris, Nicolas de La Reynie, qui parle de « malheureuses pratiques encore inconnues ».
C'est cette description qui fera fortune, en particulier dans la littérature du XIXe siècle.

### Fortune littéraire

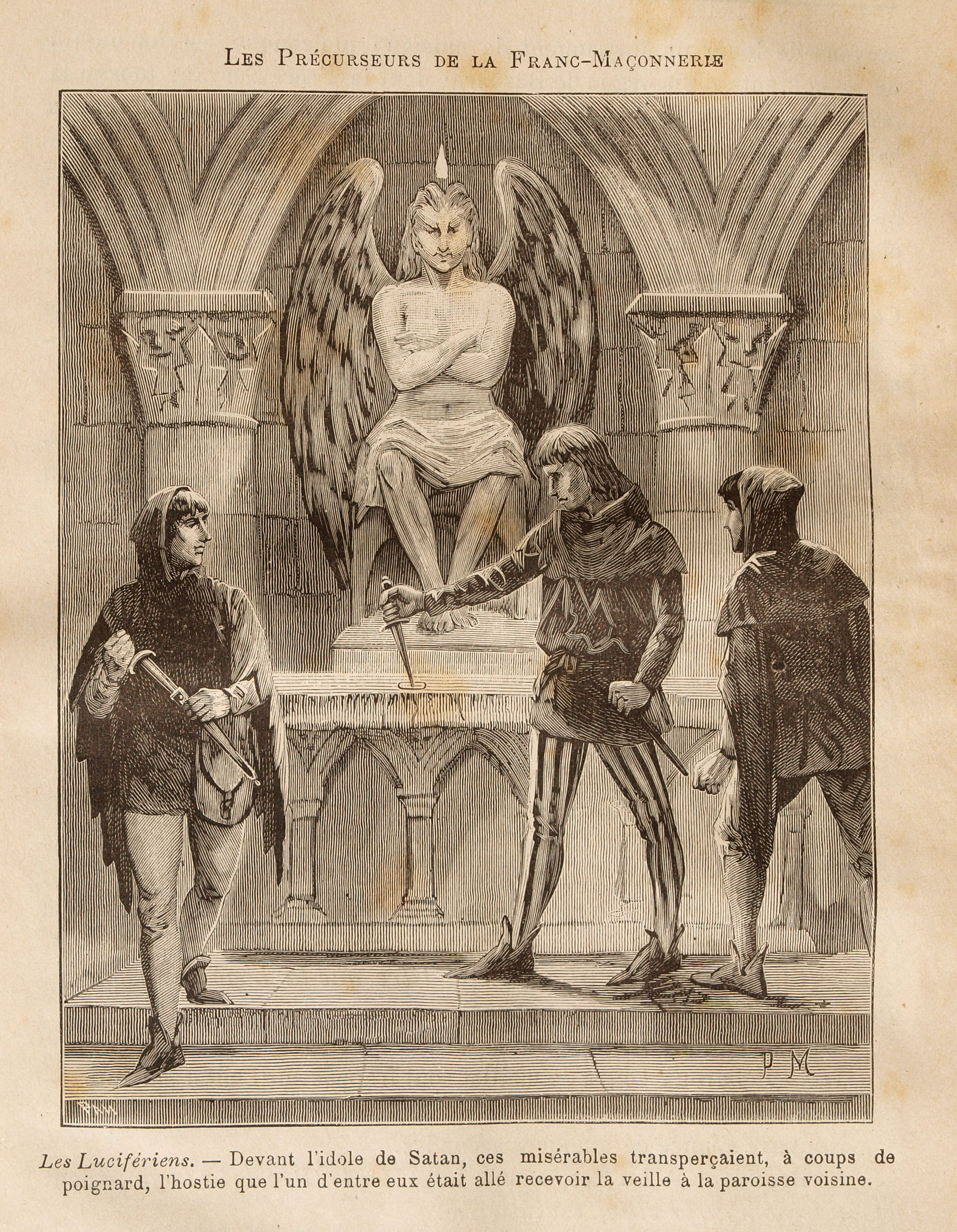
Profanation d'une hostie consacrée lors d'une messe noire, selon Pierre Méjanel

Dès la fin du XVIIIe siècle, le marquis de Sade place, dans plusieurs de ses écrits, la messe, les moines, les prêtres et le pape lui-même (célébrant une messe noire à Saint-Pierre de Rome dans Histoire de Juliette) dans des contextes sexuels profanatoires.
Après Jules Michelet qui consacre deux chapitres à la cérémonie dans La Sorcière (1862), Joris-Karl Huysmans écrit en 1891 le principal roman traitant de ce sujet : dans Là-bas, les personnages du roman ont longuement discuté de l'histoire du satanisme français, de Gilles de Rais jusqu'à leur époque, et finalement l'un d'entre eux sera invité à participer à une messe noire (chapitre XIX), que Huysmans prétendit être pratiquée à Paris ces années-là. Bien qu'ouvrage de fiction, sa description de la messe est restée influente parce qu'aucun autre livre ne l'a si lyriquement détaillée. Cependant, le texte réel que le prêtre satanique récite n'est rien de plus qu'une longue diatribe en français, louant Satan comme le dieu de la raison et l'adversaire du christianisme.
Le roman sera l'une des sources des satanistes au XXe siècle, Anton Szandor LaVey reprenant même à son compte des citations entières, en langue originale.

### Cérémonie mondaine, secrète... réelle?
Huysmans présenta son roman comme un témoignage, ayant « eu en main, à Lyon, les plus surprenantes archives sur le satanisme, sur les opérations démoniaques effectuées par des prêtres sacrilèges » (lettre à Arij Prins du 3 novembre 1890). Néanmoins, sa seule source, en dehors des ouvrages imprimés, fut l'abbé Joseph-Antoine Boullan, prêtre défroqué et condamné, qui exerça une véritable fascination sur l'auteur et lui promit « des faits certains », ajoutant que « la messe noire est, et doit être, en effet, le chapitre capital de [son] livre ». Il dépeint alors « la mise en scène, telle qu'elle a lieu de nos jours » :

« Préparation (Ezéchiel VIII, 8-10). La Messe commence : pain et vin consacrés - souillés par des contacts impurs. Le prêtre est nu [...] odeur de sabbat [...]. La Messe commence : offrande du pain et du vin - consécration - communion. Ajouter des blasphèmes aux paroles sacramentelles. »

— abbé Boullan, lettre du 4 septembre 1890 à Huysmans, Là-bas, archives de l’œuvre
Telle que décrite dans le roman, la messe noire présente un aspect cultuel dédié au Diable, anti-christique, et orgiaque. Tout n'est cependant fondé que sur ces lettres, et de grands occultistes vont vivement contester la véracité des faits ; Papus déplore que Huysmans soit « victime d'une mystification », Joséphin Peladan « qu'un écrivain sans conscience a peint cyniquement la messe noire, contemporainement dite, pour allumer les sens du lecteur dans un journal pollutionnel ; or la messe noire a pour hostie un chevreau, c'est-à-dire un jeune enfant qu'on égorge, et l'écrivain dont je parle n'a plus qu'à avouer sa sale imagination gratuite, ou qu'il est complice de cet assassinat ».
Auparavant et depuis, des sociétés secrètes ont été soupçonnées d'organiser ces cérémonies élitistes, mais le secret qui les entoure, leur existence même, ne permettent pas d'apporter des faits concrets. On mentionne par exemple des messes noires libertaires, mondaines et sans meurtres, accomplies par Sir Francis Dashwood et son Hellfire club, ou encore des messes gnostiques par l'Abbaye de Theleme d'Aleister Crowley. Des auteurs d'horizons divers dénoncent des rites sataniques au sein de loges maçonniques, tels Franz Barnon, Paul Copin-Albancelli, Domenico Margiotta qui décrit dans le Palladisme (1895) une prétendue loge satanique, la Messe Nere, créée à Turin en 1894.

## Un renouveau actuel?
Des abus sexuels ont été constatés dans le cadre de rites sataniques et ésotériques. Et ce en dépit du fait que l’Église de Satan et la Bible satanique (1969) d'Anton Szandor LaVey ne cautionne pas dans un premier temps l'usage de la messe noire. Ceci étant, Lavey développera plus tard un chapitre « Le Messe noire » [sic] dans The Satanic Rituals (en) (1972). Cette église s'était déjà dotée en 1970 d'une Missa solemnis, reprenant aussi Là-bas de Huysmans. Rituels, missels, pactes et autres Missa niger ont depuis été édités. La messe noire laveyenne comprend  de nombreuses oraisons glorificatrices et composite : un mélange d'anglais, de français emprunté à Huysmans et à Baudelaire, et de latin issu du Missel.

## Dans la littérature et les autres arts
- Histoire de Juliette, ou les Prospérités du vice, du Marquis de Sade (1801)
- La Sorcière, de Jules Michelet (1862)
- Là-bas, de Joris-Karl Huysmans (1891)
- Messes noires. Lord Lyllian, de Jacques d'Adelswärd-Fersen (1905)
- Belle de jour, de Joseph Kessel (1928)
- Une messe pour Dracula, film de Peter Sasdy (1970)
- Falling Angel, de William Hjortsberg (1978)
- Messe noire : Une enquête du commissaire aux morts étranges, de Olivier Barde-Cabucon (2014)
- Sonate pour piano no 9 « Messe Noire », de Alexandre Scriabine (1913)
- Coven (groupe), 1969, Witchcraft Destroys Minds and Reaps Souls.

## Sources
- Dictionnaire du Diable, Roland Villeneuve, Omnibus 1998,  (ISBN 978-2258135574)
- Histoire de la philosophie occulte, S. Alexandrian, Seghers (en particulier La Messe noire, p. 355)
- (en) Missa Niger: La Messe Noire: a True and Factual Account of the Principal Ritual of Satanic Worship, Aubrey Melech, 1986
- (en) article en anglais : en:Black Mass